# Karl Steinhoff
Karl Steinhoff (Herford, 1892. november 24. – Wilhelmshorst, 1981. július 19.) német politikus és egyetemi tanár. 1945 és 1949 között Brandenburg miniszterelnöke, 1949 és 1952 között belügyminiszter volt. Volt a Volkskammer tagja is, megkapta a Karl Marx-rendet.